# Doston Ruziev
Doston Ruziev (10 de julho de 1996) é um judoca uzbeque. Competiu nos Jogos Olímpicos de Verão de 2024.
Foi vitorioso no Grand Slam de Tashkent em 2024. Ele conquistou uma medalha de ouro no Open Asiático de Aktau em 2022. Ele conquistou uma medalha de bronze no Grand Slam Qazaq Barysy em Astana em 2023. Ele ganhou a medalha de bronze no Grand Slam de Baku em 2024. Conquistou a medalha de bronze no Campeonato Asiático em Hong Kong em 2024.